# Francisco Javier García Gaztelu
Francisco Javier García Gaztelu (Kampfname Txapote;) (* 12. Februar 1966 in Bilbao, Spanien) ist ein verurteilter spanischer Terrorist und ein früherer Anführer der baskischen Terrororganisation Euskadi Ta Askatasuna (ETA).

## Mitwirkung in der ETA
Francisco Javier García Gaztelu war Mitglied der ETA und trug den Decknamen „Txapote“. Er war auch der Militärchef der Organisation. Er war am 23. Januar 1995 an der Ermordung des baskischen konservativen Politikers Gregorio Ordóñez in San Sebastián und am 6. Februar 1996 an der Ermordung des sozialistischen Politikers Fernando Múgica Herzog ebenfalls in San Sebastián beteiligt. Am 13. Juli 1997 ermordeten er und seine Lebensgefährtin Irantzu Gallastegi Sudupe den 29-jährigen konservativen baskischen Kommunalpolitiker Miguel Ángel Blanco Garrido, nachdem sie ihn zuvor zwei Tage lang nach einer Entführung gefangengehalten hatten. Dieser Mord löste bei der großen Mehrheit der Basken Entsetzen und Abscheu aus und bei vielen baskischen Nationalisten die „Delegitimierung“ der ETA, das Ende der Bereitschaft, die ETA und deren Methoden noch länger zu verteidigen. So trugen García Gaztelu und Gallastegi Sudupe mit ihrer Tat entscheidend zum Niedergang der ETA bei.
Am 22. Februar 2001 wurde er im Rahmen einer Großaktion der Polizei in Anglet in Frankreich verhaftet. In mehreren Prozessen im Jahr 2006 wurde García Gaztelu von Richtern der Strafkammer der Audiencia Nacional de España für die Mitwirkung am Mord an Ordóñez zu 30 Jahren Haft, für die Mitwirkung am Mord an Múgica Herzog zu 82 Jahren Haft und für die Mitwirkung am Mord an Blanco Garrido zu 50 Jahren Haft verurteilt. Alle Taten wurden als Terrorakte gewertet. Durch Gerichtsauflagen darf er im Fall einer Entlassung für fünf Jahre den baskischen Ort Ermua, die Heimatstadt Blanco Garridos, und für sechs Jahre San Sebastián nicht betreten.
Am 7. November 2011 wurde er von einem spanischen Gericht des Mordes an Fernando Buesa und dessen Leibwächter im Februar 2000 schuldig gesprochen und erhielt dafür 105 Jahre Haft.